# Cruzada noruega
La cruzada noruega fue una cruzada que abarcó desde 1107 hasta 1110. Coincide con el final de la Primera Cruzada, y fue liderada por el rey noruego Sigurd I, quien fue el primer rey europeo en participar en una cruzada en Tierra Santa, y todas sus batallas fueron victoriosas. La cruzada noruega parece haberse dado de forma muy similar a las incursiones vikingas primitivas, aunque los objetivos de los noruegos fueron diferentes.

## El viaje aJerusalén

### De Noruega a Inglaterra (1107-1108)
Sigurd y sus hombres salieron de Noruega en el otoño de 1107 con sesenta naves y alrededor de 5.000 hombres. Ese otoño llegaron a Inglaterra, donde reinaba Enrique I. Sigurd y sus hombres se quedaron allí a pasar el invierno, y en la primavera de 1108 continuaron hacia el oeste.

### En la península ibérica (1108-1109)
Después de varios meses llegaron a la ciudad de Santiago de Compostela en el actual territorio español de Galicia (Galizuland), donde un señor local les permitió que pasaran el invierno. Sin embargo, cuando llegó el invierno, hubo escasez de alimentos, por lo que el señor se negó a venderles alimentos y productos a los noruegos. Sigurd reunió entonces a su ejército, atacó el castillo del señor y lo saquearon. La identidad de dicho señor se desconoce actualmente.
Durante el viaje, los noruegos se encontraron con una gran flota de galeras vikingas que estaban buscando barcos para robar. Sigurd puso rumbo directo a los piratas y asaltaron sus barcos. Después de un corto período de lucha, todos los piratas habían sido matados, y Sigurd adquirió ocho barcos.
Después de esto, llegaron a un castillo musulmán en el Ándalus en la actual ciudad portuguesa de Sintra. Allí tomaron el castillo y mataron a todos los hombres, ya que se habían negado a ser bautizados. Luego navegaron hasta Lisboa, una ciudad "mitad cristiana mitad infiel", que se decía se encontraba en la frontera entre las zonas cristiana y musulmana de Iberia. Allí ganaron su tercera batalla, y se hizo con grandes tesoros.
La cuarta batalla fue ganada en la ciudad de Alkasse (posiblemente una referencia a Al Qasr).

### En el archipiélago balear (1109)
Después de otra batalla victoriosa contra los piratas cuando navegaba por el estrecho de Gibraltar (Norfasund), se embarcaron hacia el Mediterráneo y llegaron a las islas Baleares. Los cristianos consideraban a las Baleares en aquella época un refugio de piratas y esclavos. Las redadas de los noruegos también son el primer registro de los ataques cristianos en los enclaves musulmanes de las islas Baleares (aunque ataques más pequeños se habían producido antes).
El primer lugar al que llegaron fue Formentera, donde se encontraron con un gran número de Blåmenn y Serkir (sarracenos). El curso de la lucha es el más detallado de toda la cruzada gracias a fuentes escritas y, posiblemente, podría ser el acontecimiento histórico más notable en la historia de la pequeña isla. Después de esta batalla, los noruegos adquirieron al parecer los mayores tesoros. A continuación, atacaron Ibiza y Menorca y, en ambos lugares acabaron victoriosos. Los noruegos parecen haber evitado atacar a la mayor de las islas Baleares, Mallorca, muy probablemente porque en ese momento era el centro de un próspero y bien fortificado reino de taifas independiente. De su éxito se inspiró la conquista de las Baleares en 1113-1115.

### En Sicilia (1109-1110)
En la primavera de 1109, arribaron a Sicilia (Sikileyjar), donde fueron recibidos por el conde Roger II que gobernaba allí y que sólo contaba 13 años de edad en el momento.

### En Palestina (1110)
En el verano de 1110 llegaron finalmente al puerto de Acre (Akrsborg) (o tal vez de Jaffa), y se dirigieron a Jerusalén (Jorsala), donde se reunieron con el gobernante cruzado Balduino I. Les
Recibieron una cálida bienvenida y Balduino remontó junto con Sigurd el río Jordán, y así regresaron a Jerusalén.

### Sitio de Sidón (1110)

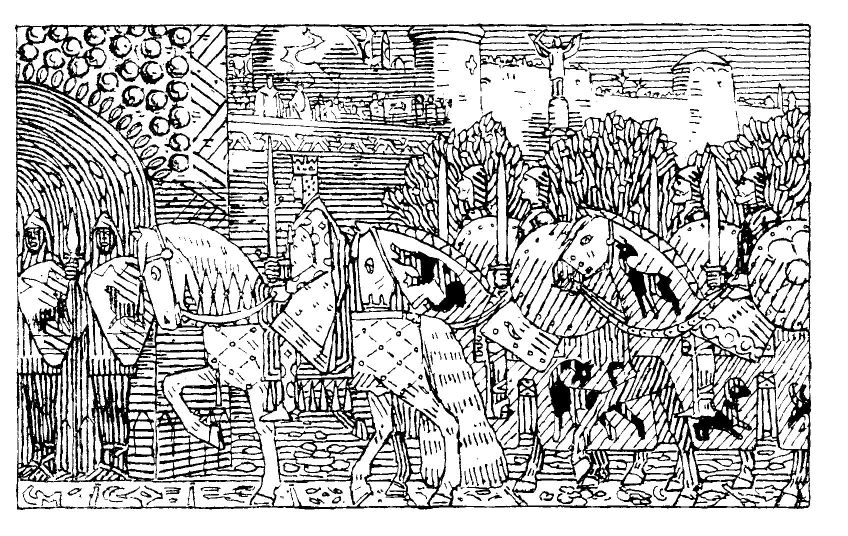
El rey Sigurd y sus hombres viajando hacia Miklagard por Gerhard Munthe.

Más tarde volvió Sigurd a sus barcos en Acre, y cuando el rey Balduino I se levanta contra los "paganos" (es decir, musulmanes) en la ciudad de Sidón (Sætt) en Siria (Sýrland), Sigurd y sus hombres le acompañaron en el sitio. La ciudad fue tomada y posteriormente se estableció el Señorío de Sidón.

## Viaje de regreso a Noruega
El rey y sus hombres viajaron por el interior del continente europeo hasta llegar a la costa meridional de Noruega a través de la Península de Jutlandia. El viaje de regreso comenzó en el año 1110 y en 1113 arribaron a Noruega.